# در عشق، هر لذتی با رنج همراه است
در عشق، هر لذتی با رنج همراه است (انگلیسی: In Love, Every Pleasure Has Its Pain) یک فیلم کمدی سکسی سبک ایتالیایی است که در سال ۱۹۷۱ منتشر شد.

## گزیدهٔ بازیگران
- نینو مانفردی
- روزانا اسکیافینو
- لیوبیشا سامارجیچ
- اوا راس
- ماریو کاروتنوتو
- الیورا مارکوویچ
- لینو توفولو
- فرانکو پِشه